# 베스 매카시밀러
베스 매카시밀러(영어: Beth McCarthy-Miller, 1963년 9월 3일~)는 미국의 텔레비전 감독이다. 《새터데이 나이트 라이브》, 《30 ROCK》와 같은 프로그램을 연출했다.

## 어린 시절
매카시밀러는 1963년 9월 3일 미국 뉴저지주 엘리자베스에서 출생했다. 메릴랜드 대학교 볼티모어를 다니며 DJ로 일했고, 텔레비전 및 영화를 전공했다. 대학 시절 CNN과 MTV에서 인턴으로 근무했다.

## 경력
매카시밀러는 MTV에서 라인 프로듀서의 어시스턴트와 조감독으로 일했으며, 1988년부터 연출을 맡기 시작했다. MTV에서의 9년 동안 너바나, 닐 영, 엘튼 존, 토니 베넷, k.d. 랭 등이 출연한 《MTV 언플러그드》의 제작에 참여했다. 《더 위크 인 록》과 《존 스튜어트 쇼》의 제작에도 참여했다.
11년간 NBC의 《새터데이 나이트 라이브》(SNL)의 연출을 맡았다. 시즌 31이 마무리된 2006년에 SNL을 떠났고, 돈 로이 킹이 감독의 자리를 이었다.